# Жидівствуючі
Жидівствуючі (у літературі також використовуються терміни ожидовілі або зжидовілі, від терміну «жид») — послідовники раціоналістичної секти в православній церкві XV століття, які деякими подробицями свого віровчення подали супротивникам привід бачити в ньому вплив з боку юдаїзма. Православно-церковна назва для ряду єресей на Московії останньої третини XV — поч. XVII ст., що поєднували в собі елементи західноєвропейського раціоналізму і релігійного реформізму.
«Зжидовілі» існували також в Болгарії в XIV столітті за царя Івана-Олександра. Багато дослідників вказують на зв'язок між жидівствуючими і ранньохристиянськими гностиками. Особливо наголошувалося вплив маніхейства
Свою віру «жидівствуючі» тримали в таємниці, тому письмових свідчень, що пояснювали їх вчення, не збереглося. Найменування отримали від ідейних опонентів, представників православної церкви, які вважали, що вчення продовжує традиції таємних юдейських сект і насаджує на Московії юдаїзм.

## Історія
Відомості про вчення жидівствуючих і його послідовників вельми уривчасті і їх джерелом є в основному література їхніх церковних опонентів. За однією з версій, початок єресі було покладено 1470 року, коли до Новгороду у почті знатного вельможі Михайла Олельковича, брата київського князя Симеона, з Києва прибув проповідник Схарія («Захар евреянін», «Захар Скара жидовин»), не те купець, не то хтось інший, що видавав себе за купця, деякі джерела називають його князь Таманський. Цей добре освічений і з великими міжнародними зв'язками єврей належав до юдейської секти караїмів, що мала широку мережу своїх організацій у Європі і на Близькому Сході. Караїми належали до однієї з течій юдаїзму, що виконував майже всі його встановлення, але визнавав Ісуса пророком. Караїмство виникло у VIII ст. у Вавилонії, увібравши в себе дрібні юдейські секти і сприйнявши традиції саддукеїв. На відміну від юдеїв-раввіністів, які керувалися переказом і Талмудом, караїми вважали себе вправі звертатися до закону Мойсея без посередників.
Ряд сучасних вчених (наприклад доктор історичних наук Руслан Скринніков) припускають, що Схарія був вигаданий противниками жидівствуючих, зокрема Йосипом Волоцьким для дискредитації секти.

### Вчення
Засвоївшись на новому місці, Схарія вкрадливо, але наполегливо почав знайомити деяких представників новгородської верхівки, до якої, звичайно, належали і духовні особи, з нечуваним тут досі вченням. Суть вчення жидівствуючих полягала в чотирьох основних тезах.
- Перше: головний догмат Православ'я про Божу трійцю є безглуздість, оскільки нікому і нічому неможливо бути одночасно одиницею і трійцею.
- Друге: оскільки Божество не може бути Трійцею, то в Його складі не може бути Сина, отже, Ісус, що називав Себе «Сином Божим», насправді не був таким, а просто був людиною.
- Третє: з тієї ж неможливості Богові бути Трійцею витікає відсутність в Нім не лише Другої, але і Третьої особи, тобто Святого Духу, Який, таким чином, виявляється фікцією, а значить, фікцією є і церковні таїнства, в яких Святий Дух нібито сполучає нас з горішнім світом, а цього світу зовсім не існує.
- Четверте: раз горішнього світу немає, значить, молитви подвижників, звернені до святих істот, що нібито мешкають у цьому світі, марні, тому інститут чернецтва разом з монастирями має бути скасований як паразитарний, і людські ресурси і кошти, що звільнилися, мають бути спрямовані на поліпшення нашого земного облаштування.

Це логічне на вигляд міркування справило на деяких тодішніх новгородських інтелектуалів сильне враження. Схарія, мабуть, і передбачав, що знайде тут в комусь співчуття, оскільки Новгород був відомий традицією вільнодумності, пов'язаною з його «демократією» і тісними торговими відносинами з Європою.
До числа найшанованіших книг у цій секті, крім П'ятикнижжя Мойсея (Тори), ставилися твори Анан бен Давида, Мойсея Маймоніда та Аль-Газалі, а також праці з каббали, астрології та іншим окультних наук. Як повідомляв св. Йосип Волоцький, засновник секти Схарія «вивчений всякому лиходійства винаходу, чарівництву та чорнокнижництву, зіркозаконенню і астрології». Ще з X століття караїми мали тісні зв'язки з Єрусалимом і Константинополем. Як повідомляє історик 3. Анкор, «Єрусалим X століття був пов'язаний з Троками (містечко Трокай в Литві. — О. П.) пізнього середньовіччя через плідне посередництво караїмського центру у візантійському Константинополі». У XIV — XV ст. караїми активізувалися у Візантії, Туреччини, Болгарії і на Русі.

### Піднесення єресі
Схарія та Йосеф Шмойло Скарявий і Мойсей Хануш, які приїхали слідом за ним, зуміли вплинути на новгородських священиків Дениса та Олексія (який прийняв ім'я Авраама), а також протопопа Софійського собору Гавриїла. Після від'їзду Схарії в Кафу (Феодосія) саме ці православні церковнослужителі і стали першими проповідниками нового вчення в російських землях. У політичному відношенні новгородські «єретики» орієнтувалися на Москву, яка прагнула тоді приєднати Новгород, так само як нестяжателі, вони вимагали від монастирів відмовитися від володіння земельними угіддями і кріпаками, що також не могло не знаходити співчуття у московського князя Івана III. Питання про церковне землеволодіння набуло такої гостроти через те, що землевласники, очікуючи швидкого кінця світу, передавали монастирям свої володіння на «спомин душі».
Після анексії Новгорода Москвою в 1478 великий князь секуляризував більше половини земельних володінь новгородських монастирів. Одночасно Іван III наблизив до себе священиків Олексія і Дениса, які в 1480 отримали місця протопопів в Успенському і Архангельському соборах Москви. Їхня проповідь привернула до єресі багатьох москвичів, у тому числі невістку великого князя Олену, наближених великого князя, в числі яких був дипломат і письменник дяк Федір Куріцин. У 1487 новгородський архієпископ Геннадій доносив великому князю і митрополиту про викриту ним єресь, але жодних наслідків донесення тоді не мало.
Незважаючи на протидію митрополита Московського Геронтія, Геннадію, однак, вдалося заручитися підтримкою впливових єпископів, і в 1488 скликати собор, на якому нерозкаяні новгородські єретики були засуджені. Надалі противники жидівствуючих і нестяжателів зустріли серйозні труднощі: митрополитом став слабовільний Зосима, який повністю слідував політиці великого князя і, за деякими відомостями, сам дотримувався єретичних поглядів. На бік супротивників нестяжателів перейшов релігійний діяч і письменник Йосип Волоцький, який написав викривальну книгу «Просвітитель». Саме він сприяв поширенню назви «жидівствуючі», яка зв'язала християнських інакодумців з «ворогами Божими» юдеями. Багато в чому завдяки його старанням влада змушена була призначити розслідування, і новий собор у 1490 відлучив нестяжателів і жидівствуючих від церкви і піддав прокльону. Супротивники єресі, однак, були розчаровані занадто м'якими вироками — ніхто навіть не був страчений, а адже вимагали відступників «Жечи і вішати».
Після собору політичний вплив нестяжателей і «жидівствуючих» не похитнувся: Зосима і раніше, залишався митрополитом, до того ж, кінець світу, котрий так і не відбувся в 1492, дав сильний аргумент на свою користь. Тільки в 1495 вдалося змістити Зосиму, а в 1499, за допомогою складних палацових інтриг, викликати гнів великого князя на головних прихильників єресі при дворі. Одночасно Йосип Волоцький і його прихильники вели боротьбу проти нестяжателів. Хоча позиція нестяжателів в питанні про церковне майно імпонувала великому князю, в його очах вони заплямували себе підтримкою опальних бояр. Цією обставиною скористався Йосип Волоцький.
Коли на соборі 1503 великий князь підняв питання про церковне майно, Йосип Волоцький покликав його на старості років здійснити спасенній справі — розшукові і покаранні єретиків. Іван III піддався натиску.

### Розгром єресі
Після Собору 1490, який засудив єресь жидівствуючих, боротьба з ними тривала ще майже 15 років. Тільки в 1504 році цар Іван III ухвалив рішення скликати новий Собор. У 1504 під головуванням митрополита Симона був скликаний собор, спеціально присвячений викорінення єресі. Видні прихильники єресі були піддані анафемі і спалені, незабаром після чого єресь припинилася.
Результатом цієї боротьби з жидівствуючими стала жорсткіша політика по відношенню до євреїв. На єврея дивилися як на антихриста, його вважали чаклуном, чорнокнижником розпусником, перед ним відчували забобонний страх. Зрідка купці-євреї ще приїжджали з Литви та Польщі; вони «ходили з товарами» через Смоленськ і Новгород, шлях був небезпечний, часом жителі грабували проїжджих, та й у Москві до них ставилися вороже і навіть відбирали товари.
У 1517 році в Московії знову з'явився якийсь «жидовин, волхв, чарівник і спокусник» Ісаак, який спокушав православних, тому знову був скликаний церковний собор і знову стратили єретиків.
Потім Московським царем став Іван Грозний (1530–1584). Про нього писав іноземець, який побував в Росії: «Як не був він жорстокий і несамовитий, проте ж не переслідував і не ненавидів нікого, окрім жидів, які не хотіли хреститися і сповідувати Христа: їх він або спалював живцем, або вішав і кидав у воду».
Проте при дворі Івана Грозного висунувся Матвій Башкін, виходець з дрібнопомісних «боярських дітей». Башкін зібрав гурток вільнодумців і під впливом протестантизму та «єресі жидівствуючих» відкидав святу трійцю, вважав Христа лише людиною, заперечував шанування ікон і церковне покаяння. За рішенням собору Башкіна загратували у Волоколамському монастир, і подальша його доля невідома. Один із соратників Матвія Башкіна — Феодосії Косий, «біг до Білорусі, де в нього теж з'явилися учні, а потім пішов у Литву, прийняв юдаїзм і одружився з єврейкою».

## Жидівствуючі в Україні
Іван Огієнко зазначає, що 1471 р. прибув з Києва до Новгорода на княжіння князь Михайло Олелькович, а разом з ним приїхав і «жид» Схарія, який повів серед новгородської інтелігенції пропаганду своїх ідей. Іван Огієнко пише, що «Цей Схарія, чи Скара, походив десь із кримських караїмів і був для свого часу широко освіченою людиною. Саме тоді Москва вперто руйнувала старі вільнолюбні новгородські традиції, а тому незадоволених серед цієї патріотичної верстви новгородців було багато. З тієї ж причини немало було незадоволених і серед духовенства, особливо з того часу, коли Москва знищила виборність архієпископа Новгородського й стала присилати своїх ставлеників, чужих Новгороду. Ось через це наука так званих жидівствуючих поширилася тут найперше серед незадоволеної інтелігенції, духовної й світської. Треба думати, що ця ж наука в себе вдома, в Україні, звідки приїхав Схарія, мала також немалий успіх».
Іван Огієнко вважає, що жидівствуючі підготовляли в Україні ґрунт для науки соцініан, що з'явилася тут пізніше, в половині XV століття; вони не визнавали церков, образів, мощей, чернецтва, молитов за померлих; навчали, що Месія не прийшов іще, а тому поважали насамперед Старий Заповіт; вимагали волі пояснення Св. Письма і т. ін., тобто більшість їх наук присутня й у європейських сектантів.
Дослідники вважають цікавим те, що жидівствуючі проповідували волю біблійної критики. Вони ставилися дуже критично до традиційних церковнослов'янських текстів, вказуючи на їхні помилки, а тому готували свої переклади безпосередньо з єврейських текстів. Дійсно, знаємо, що жидівствуючі мали власні переклади Старозаповітних книг. Але, в тій боротьбі, яку з сектантами провадила московська влада, зникли ці їхні переклади, і від них лишилися самі рештки.
Перш над усе залишився Псалтир, перекладений десь у 60 — 70-х роках XV ст. Це не Псалтир у християнськім розумінні — це переклад жидівського молитовника, так званого «махазор»; переклад написано церковнослов'янською мовою, досить плутаною, але в мові цій немало українських слів, та й на самих церковних словах розставлено де-не-де український наголос. Переклад зроблено вже в Москві, перекладачем був Федір Жидовин, родом з України.
Друга пам'ятка — книга пророка Даниїла, перекладена з єврейського, так званого масоретського тексту; в мові немало українізмів. Цікаво, що власні ймення подаються тут у жидівській формі, та й сама книга пристосована до жидівських синагогальних потреб. Рукопис XVI століття, а переклад походить, певне, з XV століття з Криму.
Крім цих пам'яток у XV столітті жидівствуючі переклали Книги Царств, Книгу Есфір, П'ятикнижжя, Малих Пророків та ін. — усі з українськими ознаками в мові. До нас дійшов збірник кінця XV — початку XVI століття з Віденської публічної бібліотеки № 262, в якому збереглося декілька старозаповітних книг у перекладі жидівствуючих з добре видними українськими ознаками.
Уривки з перекладів жидівствуючих подаються в хрестоматії, доданої до «Нарисів з історії української мови» Шахматова-Кримського (К., 1924. С. 168—172).
Іван Огієнко стверджує, що жидівствуючі були в Україні провісниками Реформації, і це вони підготували ґрунт для поширення гуситства й реформаційних ідей, що скоро прийшли сюди.

## Інші приклади вживання назви
Членів російської секти суботників у просторіччі часто називали зжидовілими..
В Програмі всеросійського і всеслов'янської святкування 1040-річного ювілею перемоги благовірного князя Святослава над Хозарським каганатом [Архівовано 8 червня 2016 у Wayback Machine.] зазаначається, що «єресь жидівствуючих» — є «найстрашнішою духовною заразою, від якої ми все ще не позбулися й досі».